# Jana Kaspjarowitsch

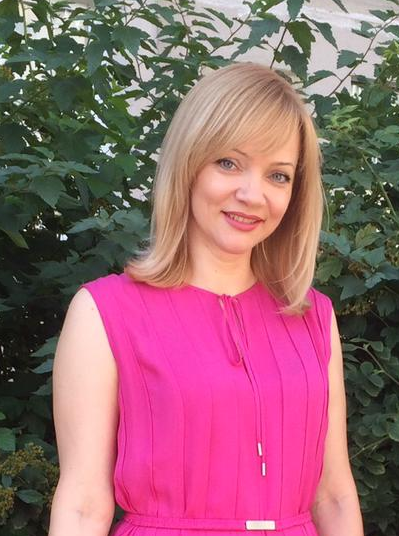
Jana Kasperowitsch (2021)

Jana Uladsislawauna Kaspjarowitsch (belarussisch Яна Уладзіславаўна Каспяровіч, russisch Яна Владиславовна Касперович, auch Jana Wladislawowna Aebi russisch Яна Владиславовна Эби; * 4. April 1973 in Minsk, Weißrussische SSR, Sowjetunion) ist eine belarussische Schauspielerin. Sie lebt und arbeitet als Gynäkologin in Minsk.

## Leben
Kaspjarowitsch debütierte in den 2010er Jahren als Schauspielerin und spielte bisher in über 20 Filmen, die in Russland, Belarus und der Ukraine ausgestrahlt, aber bisher weder in englischer noch in deutscher Synchronisation veröffentlicht wurden. 2011 war sie in dem Spielfilm Vsyo, chto nam nuzhno... an der Seite von Jegor Wadimowitsch Berojew in einer Nebenrolle zu sehen. 2012 hatte sie eine Rolle im Fernsehfilm Zhila-byla Lyubov inne. Im selben Jahr übernahm sie eine Nebenrolle im Film Serdtse ne kamen. Von 2012 bis 2013 war sie in insgesamt neun Episoden der Fernsehserie Oy, ma-moch-ki! in der Rolle der Swetlana zu sehen. Diese Rolle verkörperte sie 2018 in der Fortsetzung Oy, ma-moch-ki!-2 in acht Episoden erneut. 2015 spielte sie die Rolle der Elena Ivanovna im Film Domrabotnitsa.

## Filmografie (Auswahl)
- 2010: Katino schast'ye (Катино счастье)
- 2011: V polden' na pristani (В полдень на пристани)
- 2011: Vsyo, chto nam nuzhno... (Всё, что нам нужно...)
- 2011: Ne zhaleyu, ne zovu, ne plachu (Не жалею, не зову, не плачу)
- 2011: Pryaniki iz kartoshki (Пряники из картошки)
- 2011: Setevaya ugroza (Сетевая угроза)
- 2011: Slepoye schast'ye (Слепое счастье)
- 2011: Schast'ye yest' (Счастье есть)
- 2011: U reki dva berega-2 (У реки два берега-2)
- 2012: Zhila-byla Lyubov (Жила-была Любовь) (Fernsehfilm)
- 2012: A sneg kruzhit... (А снег кружит...)
- 2012: Serdtse ne kamen' (Сердце не камень)
- 2012–2013: Oy, ma-moch-ki! (Ой, ма-моч-ки!) (Fernsehserie, 9 Episoden)
- 2013: Detochki (Деточки)
- 2013: Doktor Smert' (Доктор Смерть)
- 2013: Ona ne mogla inache (Она не могла иначе)
- 2013: Rodnaya krovinochka (Родная кровиночка)
- 2013: Sledovatel' Protasov (Следователь Протасов)
- 2014: Vmesto neyo (Вместо неё)
- 2014: Zamok na peske (Замок на песке)
- 2015: Domrabotnitsa (Домработница)
- 2015: Nepodkupnyy (Неподкупный)
- 2015: Famil'nyye tsennosti (Фамильные ценности)
- 2018: Oy, ma-moch-ki!-2 (Ой, ма-моч-ки!-2) (Fernsehserie, 8 Episoden)